# Lobendava
Lobendava település Csehországban, Děčíni járásban. Lobendava Lipová, Dolní Poustevna, Steinigtwolmsdorf és Neustadt i. Sa. településekkel határos. Lakosainak száma 256 fő (2024. január 1.).

## Népesség
A település lakosságának változását az alábbi diagram mutatja:
| Lakosok száma | 3072 | 3050 | 2971 | 729  | 454  | 329  | 301  | 268  | 268  | 256  |
|               | 1869 | 1900 | 1921 | 1961 | 1980 | 2011 | 2016 | 2019 | 2021 | 2024 |